# Czeskie filmy zgłoszone do rywalizacji o Oscara w kategorii filmu nieanglojęzycznego

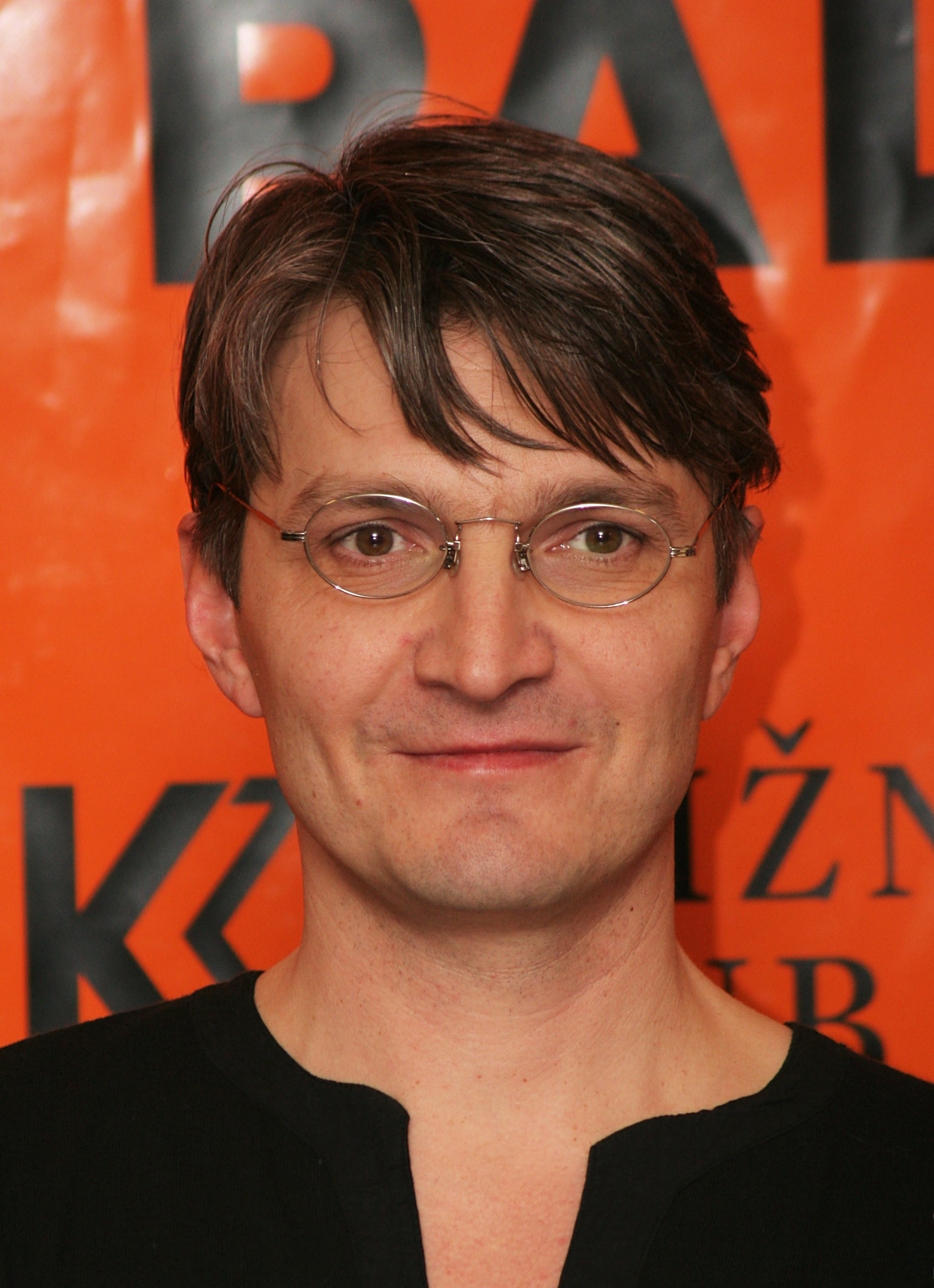
Jan Sverak, reżyser jedynego czeskiego filmu, który otrzymał Oscara w kategorii najlepszy film nieanglojęzyczny.

Kategorię „film nieanglojęzyczny” wprowadzono po raz pierwszy do 29. edycji Nagród Akademii Filmowej, której ceremonia odbyła się w 1957 roku. Wcześniej, na przełomie lat 1948–1956, ośmiokrotnie nagrodzono filmy zagraniczne Oscarem honorowym lub specjalnym. Statuetka wręczana jest zawsze reżyserowi, aczkolwiek za oficjalnego zdobywcę nagrody uznaje się kraj z którego pochodzi film.
Czechy zgłaszają swoje filmy nieprzerwanie od 1994 roku. Trzy z nich otrzymały nominację, a spośród nich jeden, Kola (1996) Jana Sveraka, zdobył statuetkę. Najczęściej zgłaszanymi reżyserami są Jan Hřebejk i Bohdan Sláma (po trzy tytuły).

## Lista zgłoszonych filmów
| Rok (ceremonia) | Tytuł polski                         | Tytuł oryginalny                     | Tytuł anglojęzyczny                  | Reżyseria                            | Status                               |
| --------------- | ------------------------------------ | ------------------------------------ | ------------------------------------ | ------------------------------------ | ------------------------------------ |
| przed 1994      | Filmy zgłoszone przez Czechosłowację | Filmy zgłoszone przez Czechosłowację | Filmy zgłoszone przez Czechosłowację | Filmy zgłoszone przez Czechosłowację | Filmy zgłoszone przez Czechosłowację |
| 1994 (67.)      | Faust                                | Lekce Faust                          | Faust                                | Jan Švankmajer                       | brak nominacji                       |
| 1995 (68.)      | Dzięki za każde nowe rano            | Díky za každé nové ráno              | Thanks for Every New Morning         | Milan Šteindler                      | brak nominacji                       |
| 1996 (69.)      | Kola                                 | Kolja                                | Kolya                                | Jan Svěrák                           | wygrana                              |
| 1997 (70.)      | Zapomniane światło                   | Zapomenuté světlo                    | Forgotten Light                      | Vladimír Michálek                    | brak nominacji                       |
| 1998 (71.)      | Zabić Sekala                         | Je třeba zabít Sekala                | Sekal Has to Die                     | Vladimír Michálek                    | brak nominacji                       |
| 1999 (72.)      | Powrót idioty                        | Návrat idiota                        | Return of the Idiot                  | Saša Gedeon                          | brak nominacji                       |
| 2000 (73.)      | Musimy sobie pomagać                 | Musíme si pomáhat                    | Divided We Fall                      | Jan Hřebejk                          | nominacja                            |
| 2001 (74.)      | Ciemnoniebieski świat                | Tmavomodrý svět                      | Dark Blue World                      | Jan Svěrák                           | brak nominacji                       |
| 2002 (75.)      | Dzikie pszczoły                      | Divoké včely                         | Wild Bees                            | Bohdan Sláma                         | brak nominacji                       |
| 2003 (76.)      | Żelary                               | Želary                               | Želary                               | Ondřej Trojan                        | nominacja                            |
| 2004 (77.)      | Na złamanie karku                    | Horem pádem                          | Up and Down                          | Jan Hřebejk                          | brak nominacji                       |
| 2005 (78.)      | Szczęście                            | Štěstí                               | Something Like Happiness             | Bohdan Sláma                         | brak nominacji                       |
| 2006 (79.)      | Szaleni                              | Šílení                               | Lunacy                               | Jan Švankmajer                       | brak nominacji                       |
| 2007 (80.)      | Obsługiwałem angielskiego króla      | Obsluhoval jsem anglického krále     | I Served the King of England         | Jiří Menzel                          | brak nominacji                       |
| 2008 (81.)      | Bracia Karamazow                     | Karamazovi                           | The Karamazovs                       | Petr Zelenka                         | brak nominacji                       |
| 2009 (82.)      | Protektor                            | Protektor                            | Protector                            | Marek Najbrt                         | brak nominacji                       |
| 2010 (83.)      | Czeski błąd                          | Kawasakiho růže                      | Kawasaki's Rose                      | Jan Hřebejk                          | brak nominacji                       |
| 2011 (84.)      | Alois Nebel                          | Alois Nebel                          | Alois Nebel                          | Tomáš Luňák                          | brak nominacji                       |
| 2012 (85.)      | W cieniu                             | Ve stínu                             | In the Shadow                        | David Ondříček                       | brak nominacji                       |
| 2013 (86.)      | Donżuani                             | Donšajni                             | The Don Juans                        | Jiří Menzel                          | brak nominacji                       |
| 2014 (87.)      | Fair Play                            | Fair Play                            | Fair Play                            | Andrea Sedláčková                    | brak nominacji                       |
| 2015 (88.)      | Opieka domowa                        | Domácí péče                          | Home Care                            | Slávek Horák                         | brak nominacji                       |
| 2016 (89.)      | Zagubieni                            | Ztraceni v Mnichově                  | Lost in Munich                       | Petr Zelenka                         | brak nominacji                       |
| 2017 (90.)      | Kobieta z lodu                       | Bába z ledu                          | Ice Mother                           | Bohdan Sláma                         | brak nominacji                       |
| 2018 (91.)      | Kawki na drodze                      | Všechno bude                         | Winter Flies                         | Olmo Omerzu                          | brak nominacji                       |
| 2019 (92.)      | Malowany ptak                        | Nabarvené ptáče                      | The Painted Bird                     | Václav Marhoul                       | skrócona lista                       |
| 2020 (93.)      | Szarlatan                            | Šarlatán                             | Charlatan                            | Agnieszka Holland                    | skrócona lista                       |
| 2021 (94.)      | Zátopek                              | Zátopek                              | Zátopek                              | David Ondříček                       | brak nominacji                       |
| 2022 (95.)      | Il Boemo                             | Il Boemo                             | Il Boemo                             | Petr Václav                          | brak nominacji                       |
| 2023 (96.)      | Bracia                               | Bratři                               | Brothers                             | Tomáš Mašín                          | brak nominacji                       |
| 2024 (97.)      | Fale                                 | Vlny                                 | Waves                                | Jiří Mádl                            | skrócona lista                       |